# ドイツ最終規定条約
ドイツ最終規定条約（ドイツさいしゅうきていじょうやく、独: Vertrag über die abschließende Regelung in bezug auf Deutschland）は、第二次世界大戦の連合国のうちドイツ占領4か国（フランス・イギリス・アメリカ合衆国・ソビエト連邦）と東西統一直前の西ドイツ・東ドイツとの間で、1990年9月12日に調印、1991年3月15日に発効した条約。

## 概要
ヨーロッパにおける第二次世界大戦の終結後、ドイツは中央政府が存在しない状態となった。そして連合国とドイツとの間には停戦協定や平和条約というものが存在しないまま東西分断を迎えた。この条約は東西冷戦終結によりドイツ統一が決定したため、停戦協定や平和条約に代わるものとして連合国および東西ドイツの代表者の間で締結されたものである。なお、この条約はドイツ国内の裁判所などで講和条約と見なされることもあるが、ドイツ連邦共和国政府の見解としては講和条約ではない。

## 歴史

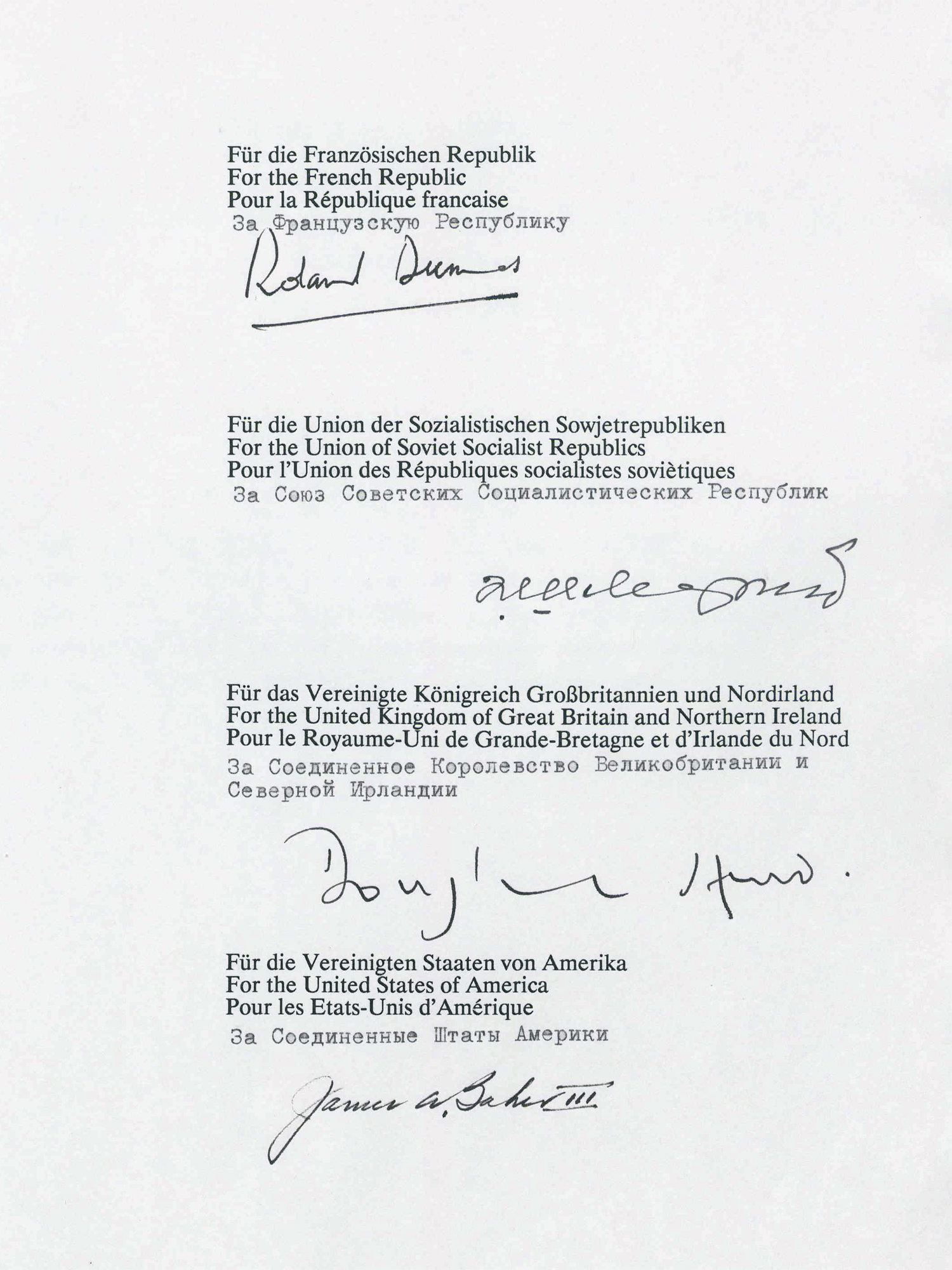
フランス・ソビエト・イギリス・アメリカの外相の署名欄（ドイツ語・英語・フランス語・ロシア語）

1945年5月8日に第二次世界大戦でドイツ国防軍が無条件降伏した後、ベルリン宣言によってドイツの中央政府は存在しないと宣言された。
その後、ドイツの東西分断および東西冷戦により、ドイツ国から潜在主権を継承しているといえる国際法人格的なドイツは45年間存在し得なかった。したがって、この本来のドイツに対しての包括的な停戦協定も平和条約も締結されていないままであった。
1985年、ソ連共産党書記長に就任したゴルバチョフの新思考外交（冷戦の緊張緩和）・「シナトラ・ドクトリン」（ソ連の東欧圏に対する指導制放棄）・ペレストロイカ（再構築）・グラスノスチ（情報公開）などにより、東欧圏での民主化運動がゴルバチョフのソ連に後押しされているような結果となり、1989年10月には強硬派のホーネッカー政権が退陣して東ドイツの民主化が本格化し、同年11月9日にはベルリンの壁崩壊が始まった。1990年3月、東ドイツの民主化に伴って行われた初の自由選挙による人民議会選挙で早期の東西ドイツ統一を主張する勢力が勝利したことにより、東西ドイツの統一が確実視される状態に至り、実際、同年7月1日には東ドイツに西ドイツマルクが導入され、8月31日には東西ドイツの間でドイツ再統一条約が調印された。
この来たるべき東西ドイツの統一は、ナチス・ドイツから潜在主権を継承しているといえる本来のドイツの復活を意味することになるため、1990年9月12日、米英仏ソおよび東西ドイツの代表者により、連合国と本来のドイツとの停戦協定かつ平和条約として初めて署名された。条約はしばしば「2プラス4条約」（ドイツ語: Zwei-plus-Vier-Vertrag）と呼ばれ、同年10月3日発効のドイツ再統一を国際的に確実にするためのものであった。
この条約の合意により、4か国はベルリンを含めて、ドイツにおいて保持してきた全ての権利を放棄した。その結果、1991年3月15日、再統一ドイツは東西ドイツ分裂時代には持ち得なかった完全主権を回復することになった。ドイツ駐留ソ連軍は、1994年末までにドイツから撤退した。再統一ドイツは、その統合された軍事力を37万人以下（うち陸軍および空軍は34万5千人以下）に削減することに合意した。再統一ドイツはまた、核兵器・生物兵器・化学兵器の所有・管理・製造を放棄し、とりわけ核拡散防止条約が再統一ドイツにも継続して適用されることを再確認した。そして、旧東ドイツ地域における外国軍の駐留、核兵器の配備および運搬が禁じられ、非核地帯とされた。
この条約の最も重要な合意事項と考えられる点は、第二次世界大戦後にポーランド領とされた東プロイセンやシュレージエンなど（東プロイセン北部はソ連がカリーニングラード州として併合）のオーデル・ナイセ線以東における領土請求権を再統一ドイツが完全放棄したことであった。再統一ドイツはこうして、1945年以降に強いられていた領土変更をそのまま受け入れた。
この条約は、連合国の主要4か国および2つのドイツによって1990年9月12日に調印され、第9条・第10条（Article 9,10）により、再統一ドイツによって批准されたものが4か国で批准ないし受諾し終わった1991年3月15日に発効した。
なお、再統一ドイツは1990年11月14日、再統一ドイツ（同年10月3日 - ）として東の国境線を再確認するためのポーランドとの国境条約にも調印し、1992年1月16日、双方の批准書交換をもって発効させている。

### 戦後賠償
2015年、経済危機に瀕していたギリシャのプロコピス・パヴロプロス大統領は、ドイツメディアのインタビューで、ドイツに対して第二次世界大戦中の賠償請求を行うことを表明し、賠償請求額を約2787億ユーロと試算したと明らかにした。ドイツ側は「ドイツへの権利と責任を終結させる」と規定したドイツ最終規定条約に、ギリシャを含む当時の全欧安保協力会議（CSCE）も同年採択したパリ憲章（英語版）で同意したことを持ち出して、「法的、政治的に解決された」として賠償には応じない方針を取っている。